# Kępa Karolińska
Kępa Karolińska [ˈkɛmpa karɔˈliɲska] est un village polonais de la gmina d'Iłów dans le powiat de Sochaczew et dans la voïvodie de Mazovie.